# Folk contemporain
Sous-genres
Folk progressif, nerd folk, filk
Genres dérivés
Skiffle, country folk, pop
La folk contemporain fait référence à une grande variété de genres ayant émergés au milieu du XXe siècle et par la suite, qui étaient associés à la musique folk traditionnelle. À partir du milieu du XXe siècle, une nouvelle forme de musique populaire se développe à partir de la musique folk traditionnelle. Ce processus et cette période sont appelés le (deuxième) folk revival et atteignent leur apogée dans les années 1960. Le nom le plus courant de cette nouvelle forme musicale est également « musique folk », mais elle est souvent appelée « musique folk contemporaine » ou « folk revival » pour faire la distinction. La transition est en quelque sorte centrée sur les États-Unis et est également appelée « renouveau de la musique folk américaine ». Des genres fusion tels que le folk rock et d'autres évoluent également dans le cadre de ce phénomène. Bien que la musique folk contemporaine soit un genre généralement distinct de la musique folk traditionnelle, elle partage souvent le même nom anglais, les mêmes interprètes et les mêmes lieux que la musique folk traditionnelle ; même les chansons individuelles peuvent être un mélange des deux. 